# Филлипс, Трипп
Оуэн Томас Филлипс III или просто Трипп Филлипс (англ. Tripp Phillips; родился 26 августа 1977 года в Ньюпорт-Ньюсе, США) — американский теннисист и тренер.

## Спортивная карьера
Профессиональную карьеру начал в 2001 году. Специализировался на играх в парном разряде. В одиночном разряде лишь раз за карьеру в 2002 году выиграл турнир из серии «фьючерс» и один раз в 2004 году сыграл на турнире ATP (в Скоттсдейле). За свою карьеру выиграл 13 парных турниров серии «фьючерс» и 15 турниров серии «челленджер». В 2006 году на турнире из серии Большого шлема Открытом чемпионате США вместе с Эшли Фишером смог дойти до полуфинала. В тот же год в октябре Филлипс выиграл свой первый титул ATP на турнире в Токио. Второй свой титул он завоевал на турнире в Индианаполисе в июле 2008 года. В августе 2008 года завершил спортивную карьеру.

## Выступления на турнирах ATP
| Легенда                        |
| ------------------------------ |
| Турниры Большого шлема         |
| Кубок Мастерс / финал АТР-тура |
| ATP Мастерс / ATP Мастерс 1000 |
| АТР Gold / АТР 500             |
| АТР International/ АТР 250     |

### Титулы ATP (2)

#### Парный разряд (2)
| №  | Дата        | Турнир       | Покрытие | Партнёр    | Соперники в финале        | Счёт в финале    |
| -- | ----------- | ------------ | -------- | ---------- | ------------------------- | ---------------- |
| 1. | 2 окт 2006  | Токио        | Хард     | Эшли Фишер | Пол Голдстейн Джим Томас  | 6-2, 7-5         |
| 2. | 20 июл 2008 | Индианаполис | Хард     | Эшли Фишер | Дэвид Мартин Скотт Липски | 3-6, 6-3, [10-5] |